# Arcana (manhwa)
Pour les articles homonymes, voir Arcana.
Arcana (아르카나) est un manhwa de Lee So-young en neuf volumes publié en Corée du Sud aux éditions Daiwon et en français chez Saphira. 

## Résumé
L'histoire se déroule dans un monde fantastique où des démons apparaissent sur terre tous les cent ans.